# A849 road
Die A849 road ist eine A-Straße auf der Isle of Mull in der schottischen Council Area Argyll and Bute. Sie ist die Haupterschließungsstraße im zentralen und südlichen Teil der Isle of Mull und verbindet die Fährhäfen von Craignure, Fishnish und Fionnphort. Zudem ist sie ein Teil der Verbindung zwischen Craignure, dem wichtigsten Fährhafen von Mull, und der Inselhauptstadt Tobermory.

## Verlauf
Zusammen mit der in Salen anschließenden A848 ist die A849 die wichtigste Straßenverbindung auf der Isle of Mull. Sie beginnt in Salen in Fortführung der dort zu ihrem Endpunkt am alten Hafen des Orts abzweigenden A848. Nach Südosten führt sie entlang der Nordküste von Mull am Sound of Mull, der in diesem Bereich die Insel von der Halbinsel Morvern, einem Teil des schottischen Festlands, trennt. Entlang der Straße liegen lediglich wenige kleine Siedlungen und einzelne Cottages. Bei Balmeanach zweigt die A884 nach Fishnish ab, dem Fährhafen für die Verbindung nach Lochaline auf Morvern. Von Lochaline besteht mit der A884 und der anschließenden A861 eine Verbindung in Richtung Fort William. Die A849 führt weiter entlang der Nordküste bis zur Ortschaft Craignure, dem wichtigsten Fährhafen von Mull. Von Craignure besteht eine Fährverbindung nach Oban, über die Anschluss mit der West Highland Line und über die A85 in Richtung Glasgow und Central Belt besteht.

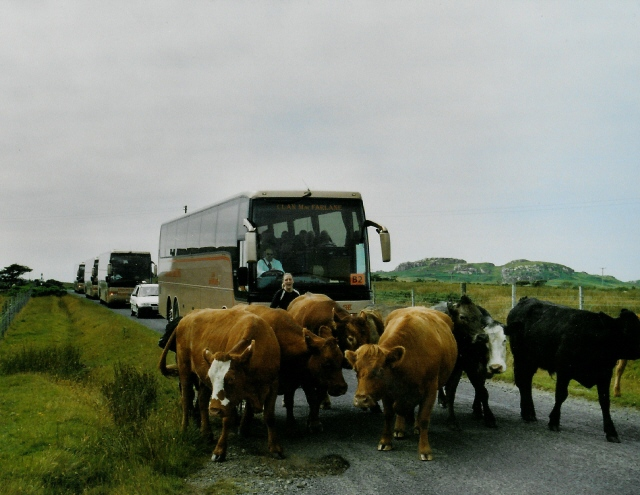
Reisebusse und Rinder auf der A849 zwischen Bunessan und Fionnphort

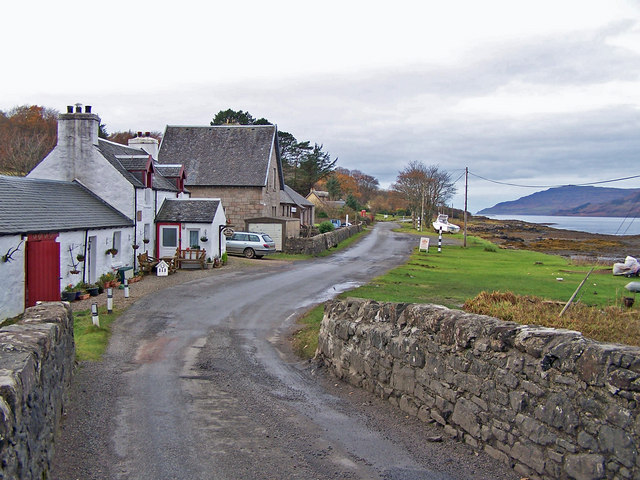
Die A849 in Pennyghael

Ab Craignure verläuft die A849 in Richtung Süden. Bei Torosay zweigen Stichstraßen zu den bekannten Schlössern Torosay Castle und Duart Castle ab. Nach der kleinen Ortschaft Lochdon verlässt die A849 den Küstenbereich und wendet sich in das hier weitgehend unbewohnte Landesinnere von Mull. Durch das weite Glen More führt sie entlang des Lussa River und des Coladoir River an die Westküste, die beim tief eingeschnittenen Loch Scridain erreicht wird. Nach Norden zweigt bei Kinloch die B8035 ab, die entlang der Westküste nach Salen führt. Entlang des Südufers von Loch Scridain führt die A849 auf der Halbinsel Ross of Mull über diverse kleinere Ortschaften bis zum Fährhafen Fionnphort am westlichen Ende der Halbinsel und zugleich der Isle of Mull. Von Fionnphort besteht eine Fährverbindung zur Nachbarinsel Iona.
Insgesamt ist die A849 rund 74 Kilometer lang, gut 46 Meilen. Ursprünglich führte die A849 über die heutige B8035 von Salen entlang der Westküste bis zum heutigen Abzweig der B8035 bei Kinloch Hotel. Die Straße entlang der Nord- und Ostküste über Craignure wurde als B8035 bezeichnet und im Abschnitt durch das Glen More erst in den 1920er Jahren für den Straßenverkehr ausgebaut. Mit der zunehmenden Bedeutung der Fährverbindung Craignure–Oban tauschten die beiden Straßen in den 1950er Jahren die Nummer. Zwischen Salen und Craignure ist die A849 durchgehend zweispurig ausgebaut und teilweise begradigt – abschnittsweise ist die alte Straßenführung parallel noch zu erkennen. Zwischen Craignure und Fionnphort ist die Straße lediglich als Single track road mit Begegnungsstellen ausgeführt und verläuft weitgehend durch offenes Weideland mit Schafen und Rindern. Dies führt vor allem im Sommer aufgrund des hohen Verkehrsaufkommens durch Pkw und Reisebusse von bzw. nach der Klosterinsel Iona zu Staus und Verzögerungen.